# أناستاسيا سافتشوك
أناستاسيا سافتشوك (بالأوكرانية: Анастасія Савчук)‏ هي سباحة متزامنة أوكرانية، ولدت في 2 مارس 1996 في خاركيف في أوكرانيا.

## وصلات خارجية
- أناستاسيا سافتشوك على موقع الاتحاد الدولي للسباحة (الإنجليزية)
- أناستاسيا سافتشوك على موقع اللجنة الأولمبية الدولية (الإنجليزية)
- أناستاسيا سافتشوك على موقع أوليمبيديا (الإنجليزية)